# Los Pinillos
Los Pinillos es una localidad y pedanía española perteneciente al municipio de Pinos Genil, en la provincia de Granada, comunidad autónoma de Andalucía. Está situada en la parte central de la comarca de la Vega de Granada. Limítrofe a esta localidad se encuentra Cenes de la Vega, y un poco más alejados están los núcleos de Lancha del Genil, Pinos Genil capital, Granada —por el barrio de la Carretera de la Sierra, en el Distrito Genil—, y Canales.
Cabe destacar que aunque la localidad pertenece al municipio de Pinos Genil, tradicionalmente siempre ha tenido un mayor vínculo con Cenes de la Vega, dada la cercanía.

## Demografía
Según el Instituto Nacional de Estadística de España, en el año 2020 Los Pinillos contaba con 283 habitantes censados, lo que representa el 18,99% de la población total del municipio.

### Evolución de la población
| Gráfica de evolución demográfica de Los Pinillos entre 2010 y 2020 |
|                                                                    |
| Datos según el nomenclátor publicado por el INE.                   |

## Comunicaciones

### Carreteras
La única vía de comunicación que transcurre por la localidad es:
| Identificador | Denominación                  | Itinerario                 |
| ------------- | ----------------------------- | -------------------------- |
| A-4026        | De Cenes de la Vega a Canales | Cenes de la Vega - Canales |

Algunas distancias entre Los Pinillos y otras ciudades:
| Ciudades    | Distancia (km) |
| ----------- | -------------- |
| Pinos Genil | 2              |
| Granada     | 8              |
| Jaén        | 103            |
| Almería     | 170            |
| Murcia      | 294            |

### Autobús urbano
Aunque popularmente se considera que Cenes de la Vega es el único municipio que cuenta con autobuses de transporte urbano integrados en el sistema de la capital granadina, gracias a la  Línea 33 —anteriormente SN1—, lo cierto es que la pedanía pinera también disfruta de dicho servicio. De hecho, la primera parada de la misma se llama "Los Pinillos". Dicha confusión se debe a que Los Pinillos está completamente aledaño al núcleo de Cenes, y sin embargo pertenece al término de Pinos Genil.